# 裸体摄影
裸体摄影是指以裸体或是半裸體人物為主角的（或是暗示主角裸露）的摄影。拍攝裸体摄影的原因有許多種，可能是因為教育用途、商業用途或是藝術創作。公開或出版裸体摄影在一些國家會造成爭議，若主角未成年，爭議更大。

## 教育
裸體攝影可能用在科學或是教育的用途上，例如民族誌研究、人体生理學或是性教育。此情形下，攝影強調的不是被拍攝者，也不是圖片本身的美或是情色性，而是圖片要表達的教育以及描述的目的。
裸體圖片可能用在分析上，也可能是醫學書籍或其他書籍、科學報告、論文或是研究報告的一部份。圖片的本質是為了說明用，因此這類的裸體圖片會有標示，也會有文字說明要描述的內容。

## 商業

### 情色
自從攝影問世開始，對新的媒體而言，裸體就是靈感的來源。因為這些照片拍下了真正的裸體，違反了當時的社會規範，大部份早期的照片都被嚴格的監管或保密處理。許多的文化允許在藝術作品中的裸露，但迴避實際的裸露，就算是展示裸體藝術品的美術館，也不會接受裸體的參觀者。阿爾弗雷德·錢尼·約翰斯頓（1885年–1971年）是美國的職業攝影師，常常拍攝齊格菲·福里斯歌舞女郎，他經營的商業攝影工作室很成功，為許多高級商品製作廣告刊登在雜誌（大部份是男性和女性流行雜誌），也拍過上百位藝人及歌舞女郎，其中也有一些是裸體照。他大部份的裸體照是格菲·福里斯歌舞女郎的照片，不過這種大膽，沒有修飾的正面全裸的照片，在1920年代至1930年代是不可能出版的，懷疑這只是阿爾弗雷德個人的藝術作品，或／及在格菲·福里斯的要求下進行，為了表演者個人的樂趣而拍攝。

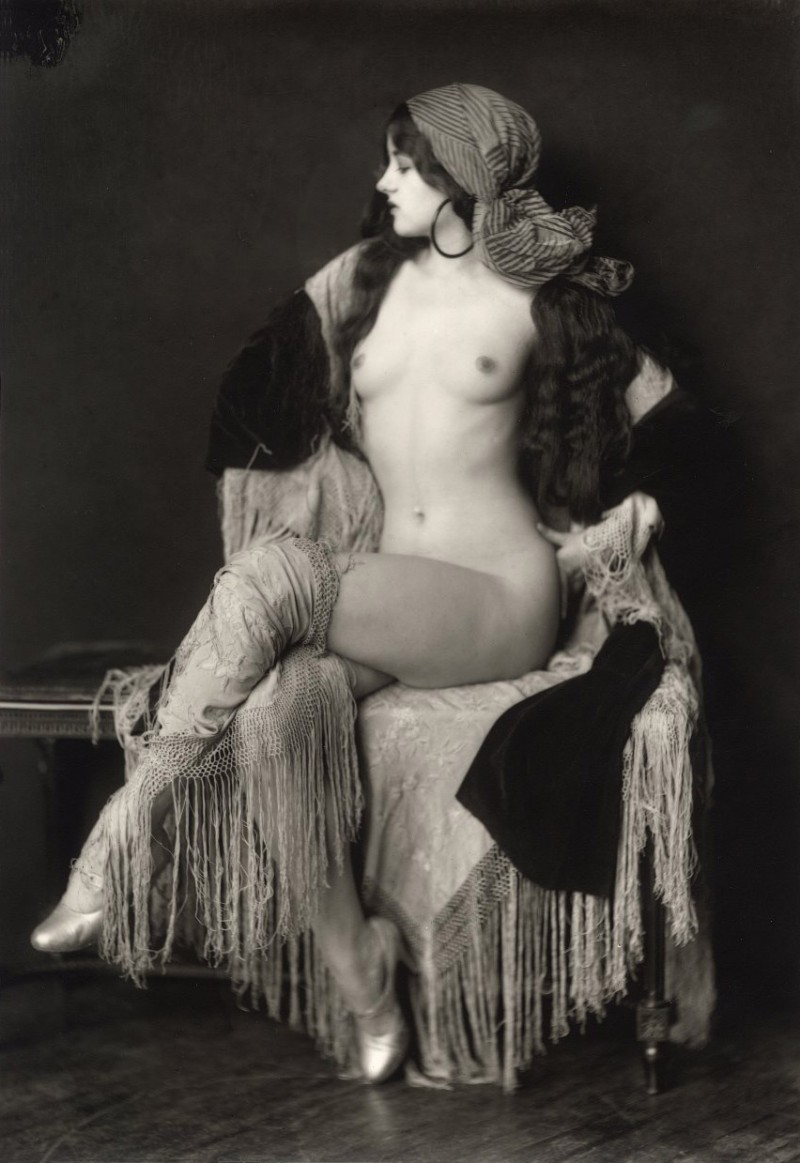
維吉尼亞·貝特爾（英语：Virginia Biddle），由阿爾弗雷德·錢尼·約翰斯頓（英语：Alfred Cheney Johnston）拍攝
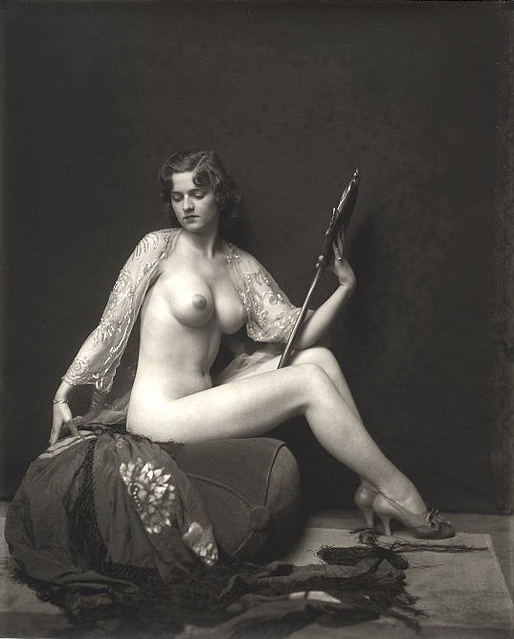
格菲·福里斯的歌舞女郎Dorothy Flood
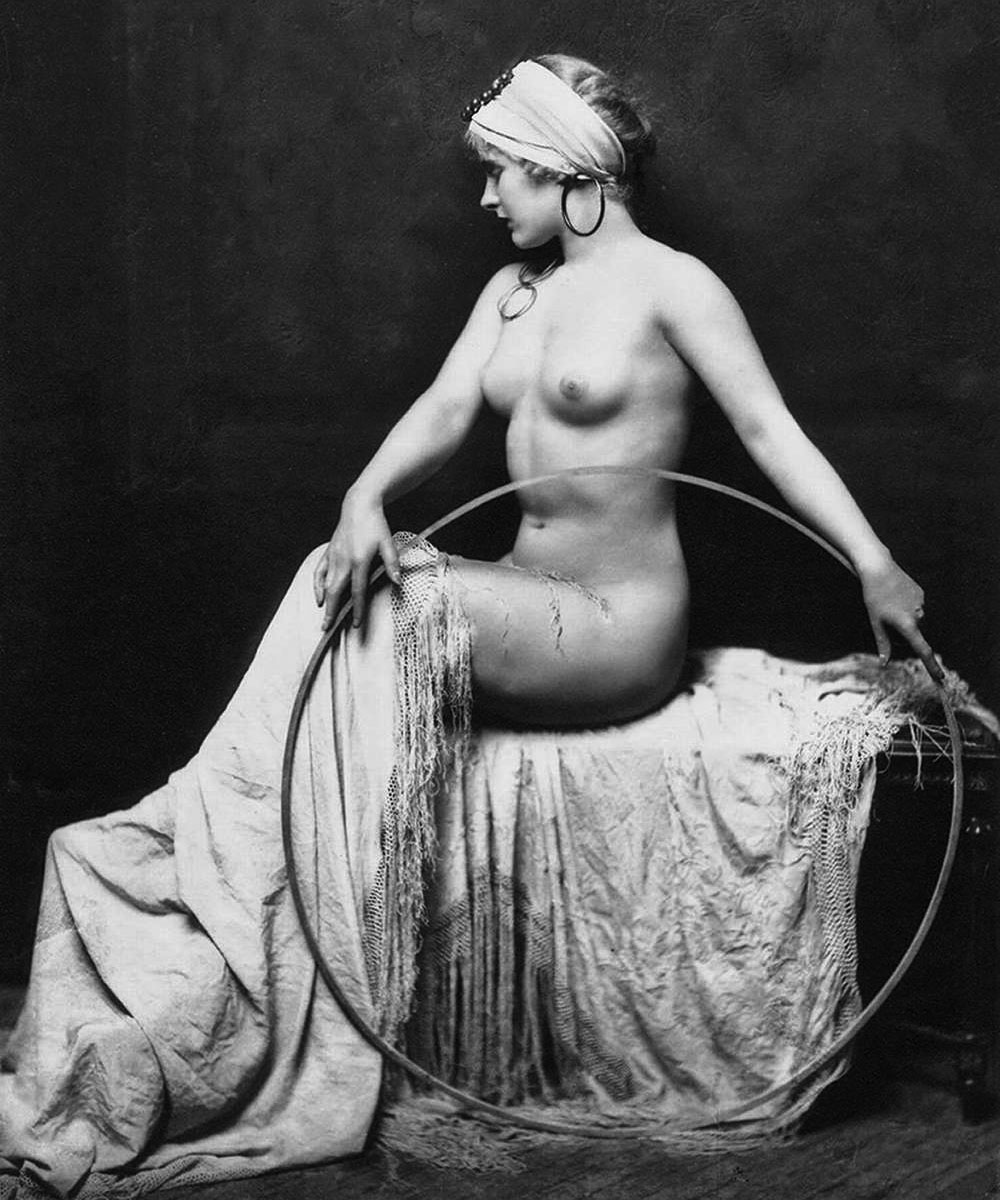
阿爾弗雷德在1920年代典型的裸体摄影，主角不明，可能也是格菲·福里斯的歌舞女郎

### 魅力攝影
魅力攝影以主角（多半是女性）為焦點，多半是以浪漫、具吸引力且誘人的方式呈現。主角身上可能有衣服，也可能是半裸，但魅力攝影的目的不是在引起觀看者的性兴奋，一般也不算是色情作品。在1960年代之前，會將魅力攝影稱為是情色攝影（erotic photography）。

### 廣告
現今的文化中常見有裸露以及性暗示的圖示，這也用在商品的廣告上。這類廣告的特點是所使用的圖示和產品本身其實沒有關係，使用圖片的目的只是為了吸引潛在顧客的注意力。使用的圖片可能包括裸体、性暗示，也有可能用魅力攝影。

### 娛樂
裸體或半裸體的影像也常用在娛樂媒體（或成人娛樂媒體）中。可能是明信片、海報女郎等。
主流雜誌的封面常會包括裸體或是半裸體的照片。在1990年代初期，黛米·摩尔當了兩次《浮華世界》（Vanity Fair）的封面：Demi's Birthday Suit和More Demi Moore。有些男性雜誌的封面常常會是裸體或是半裸。有些雜誌甚至會有裸體跨頁照片。

### 音樂專輯封面
音樂專輯封面常會使用攝影照片，有時也會有全裸或半裸的照片。音樂專輯的裸體照片常和表演者有關：例如吉米·亨德里克斯（1968年的《Electric Ladyland》）、约翰·列侬和小野洋子（1968年的《Unfinished Music No. 1: Two Virgins》）、涅槃乐队、盲目信仰乐團（1969年的《Blind Faith》）、蝎子乐队（1976年的《處女殺手》）。其中《Blind Faith》和《處女殺手》的封面因為有未成年女性的裸體而受到爭議，在一些國家發行是在改用其他封面後再發行專輯。

## 藝術
裸体艺术摄影強調的是美学及創造力，其中可能有一些情色的意味，不過多半不是主要主題 。這是裸体艺术摄影和魅力攝影、色情攝影的差異所在。不過兩者之間的界限不是那麼清楚，攝影師在為其作品歸類時，也常是以其自己的判斷來分類，而觀察者也會有自己的分類。不論在哪一個媒體中，裸體都是爭議的主題，而攝影本身帶來的真實感，也使得裸体摄影的爭議更大。男性裸體攝影比較不像女性裸體攝影那麼常見，也更少有相關的展出。

### 歷史
- 杜里厄/德拉克罗瓦

"杜里厄/德拉克罗瓦
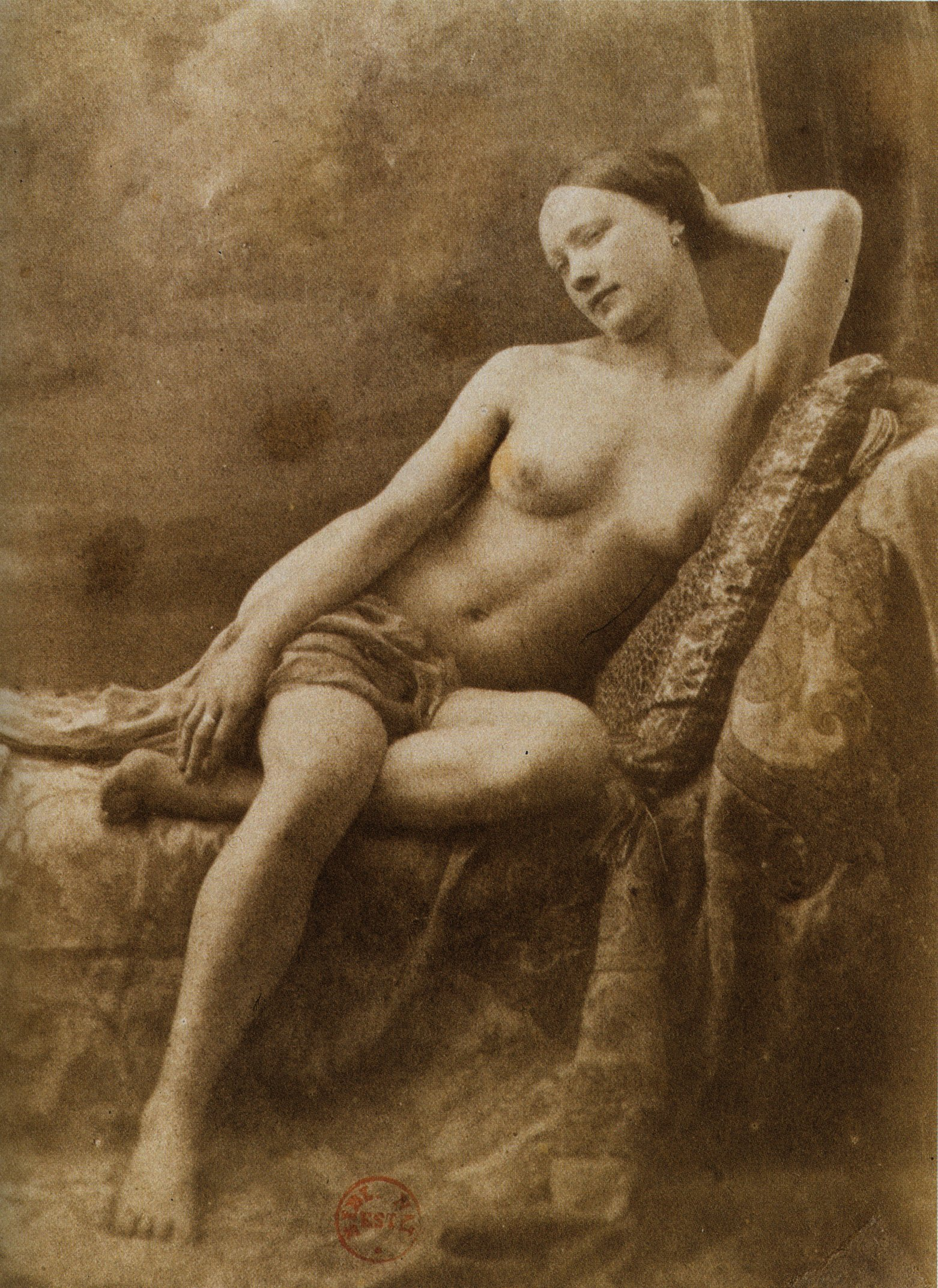
讓·路易斯·瑪麗·尤金·杜里厄（英语：Jean Louis Marie Eugène Durieu）的攝影，是欧仁·德拉克罗瓦一系列作品中的一部份
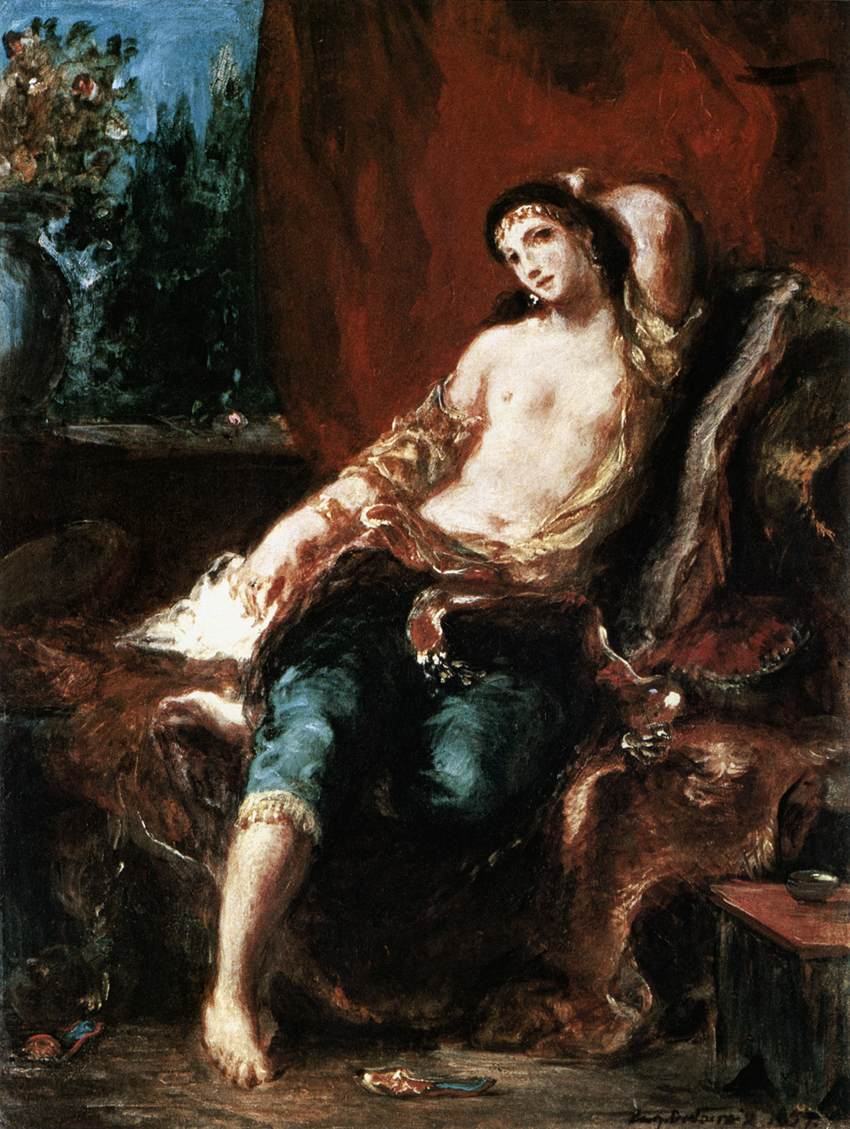
Odalisque（1857年），由欧仁·德拉克罗瓦所繪，構圖類似德拉克罗瓦的攝影
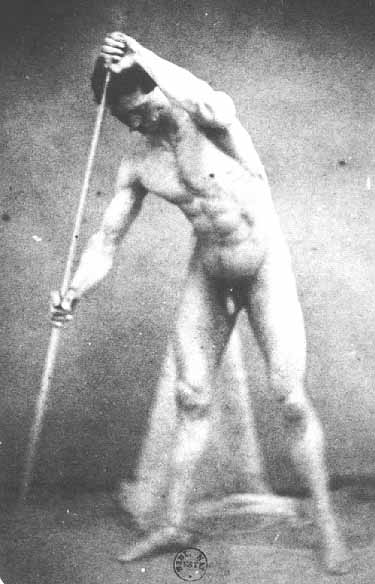
讓·路易斯·瑪麗·尤金·杜里厄的攝影，拍攝於1855年

#### 十九世紀
西方文化早期的藝術攝影一直想將攝影建立為藝術媒體之一，常常選擇女性的裸体為其主題，就像在其他藝術媒體中以往的作法類似。在裸体攝影之前，藝術中的裸体常常要引用希臘羅馬古典时代的典故：眾神和戰士，女神和寧芙等。在攝影中常利用姿勢、燈光、柔焦、暈影及徒手修飾照片，使攝影所得的照片可以和當時的其他藝術品相比。19世紀其他領域的藝術家常常只將攝影視為真實物品的替代品而已，但當時攝影師企圖讓最好的攝影作品也可以視為是藝術品。

19世紀的攝影
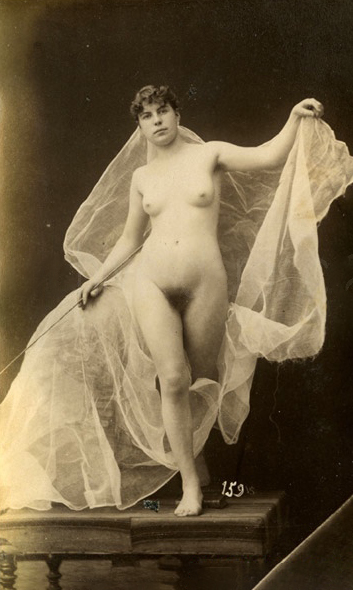
Gaudenzio Marconi（英语：Gaudenzio Marconi）拍攝的裸體，19世紀的作品
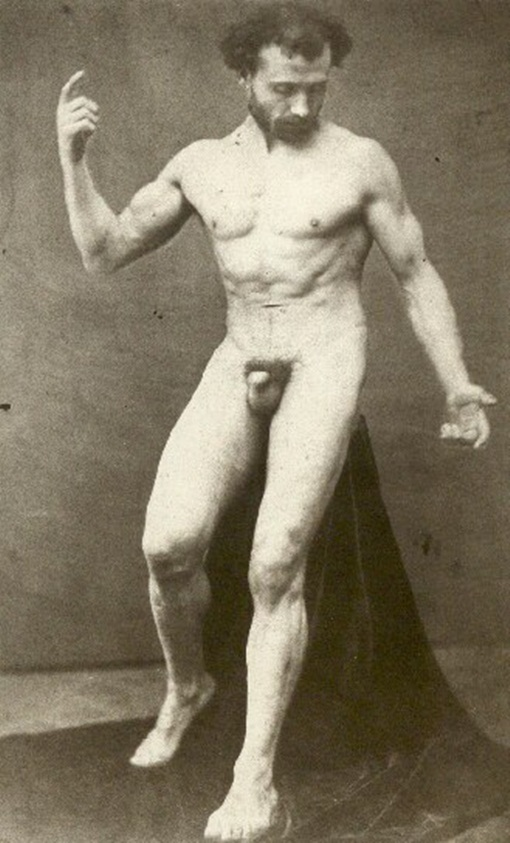
Gaudenzio Marconi拍攝的裸體
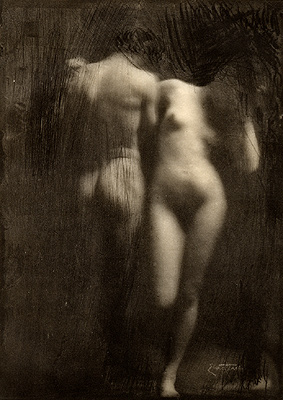
Frank Eugene拍攝的亞當與夏娃，1898年拍攝，1910年發表在Camera Work（英语：Camera Work）的第30期

#### 現代
在第一次世界大战後，像布拉塞、曼·雷、汉斯·贝尔默、安德烈·柯特茲及比爾·布蘭特等前衛攝影師在裸體的描繪上更加的實驗性，不再使用一些古典的典故，而是用反射扭曲以及印刷技術來創造抽象的印象，或是描繪現實生活。阿爾弗雷德·施蒂格利茨所拍攝喬治亞·歐姬芙的照片即為早期裸體攝影的例子，用親密和個人的風格，沒有過份的理想化。爱德华·韦斯顿、伊莫金·坎宁安、露絲·伯恩哈德、哈里·卡拉漢、埃米特·戈溫和愛德華·史泰欽繼續此一潮流。西方也演進出一個特別的美國美學，用大畫幅相機拍攝自然、景物以及裸體，建立了攝影在藝術媒體中的地位。1937年時，韦斯顿成為第一一位獲得古根漢藝術獎的攝影師。許多藝術攝影師的作品有許多主題，裸體可能是其中之一。黛安·阿布斯常被不尋常情境中的不尋常人物吸引，例如天體營。李·弗里德蘭德有更多傳統的主題，其中一個是以麥當娜為年輕的模特兒。

#### 當代
藝術攝影和魅力攝影的差異有時只在售銷方式不同，藝術攝影是透過畫廊或仲介人販售有畫家簽名的限量畫作，而魅力攝影是透過大眾媒體發佈。對一些人而言，兩者的差異可能只是主角的視線，在魅力攝影中，主角會直視鏡頭，但藝術攝影模特兒多半不會。魅力攝影和時尚攝影會希望其作品可以到某種藝術的地位。其中成功的一個攝影師是歐文·佩恩，一開始在《時尚》（Vogue）雜誌拍攝時尚模特兒，例如姬·摩絲的裸體照。理查德·艾維登、海爾穆特·牛頓和安妮·萊柏維茲的作法也類似，拍攝許多著名人物的照片（其中有許多是裸體或半裸體）。在後現代的時期，名聲往往就是藝術的主題Avedon拍下娜妲莎·金斯基和蟒蛇的照片，Leibovitz兩次拍攝黛咪摩爾的裸體雜誌封面照，都是標誌性的作品。Joyce Tenneson的作品則以另一種獨特的方式出現，從用柔和風格展現各個階段的女性，到名人肖像以及時尚攝影。
雖然許多裸體攝影師很大程度上建立了以身體為雕塑的形式。不過也有些攝影師例外，例如羅伯特·梅普爾索普，刻意的創作了模糊情色攝影和藝術邊界的作品。
有些攝影師因為拍攝未成年對象的裸體照片，因此造成爭議。大衛·漢密爾頓常使用情色的主題。莎莉·曼在維吉尼亞州的鄉下長大，當地在河裡裸泳非常普遍，因此她許多著名的攝影是以她的小孩裸泳為主題。有攝影師曾被因為拍攝兒女的裸照而被指控犯罪。
身體意象也成為許多攝影師探索的主題，拍攝一些身體不符合傳統美感標準的模特兒。

當代
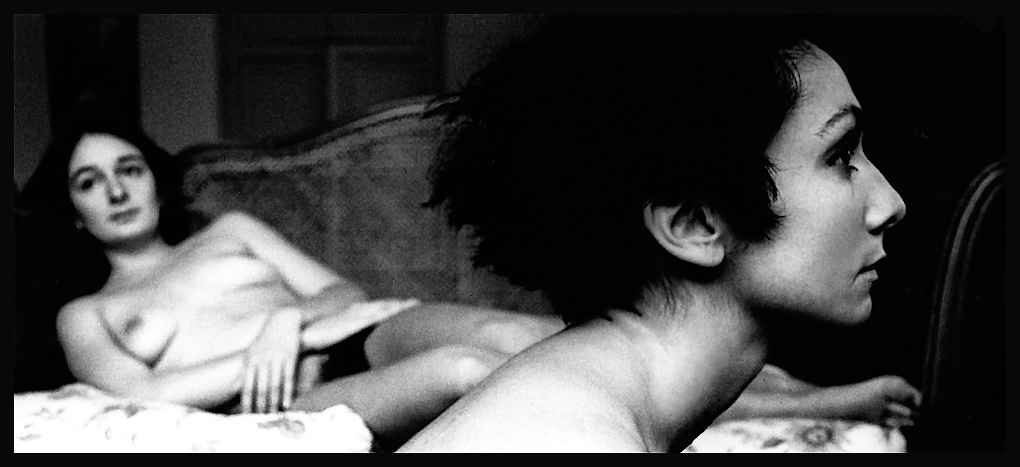
Augusto De Luca拍攝的《裸體》（Nudes），在1980年拍攝
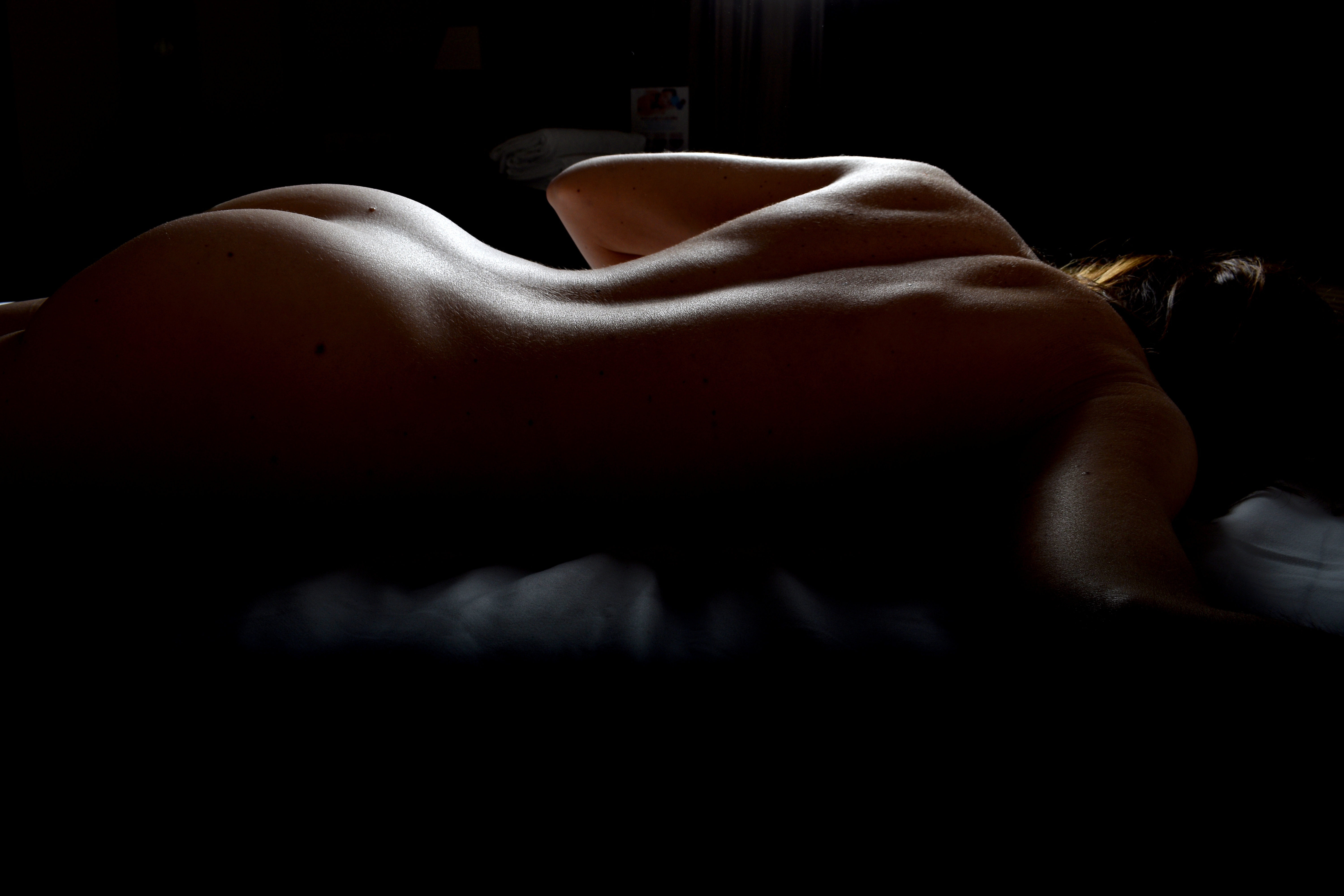
Cosme Madini拍攝的Female Body Landscape，在2017年拍攝
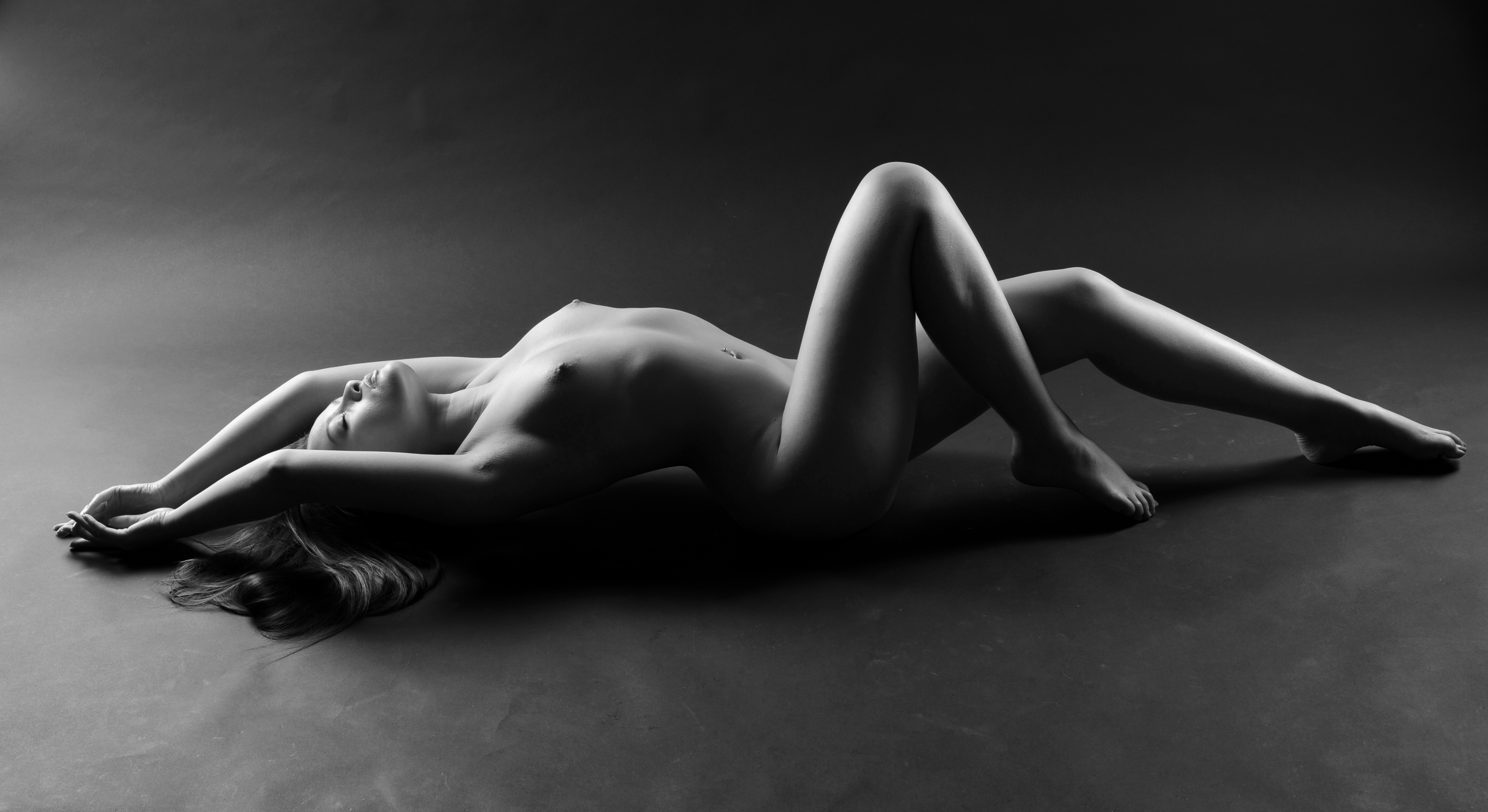
Jean-Christophe Destailleur拍攝的Nu artistique féminin，在2011年拍攝
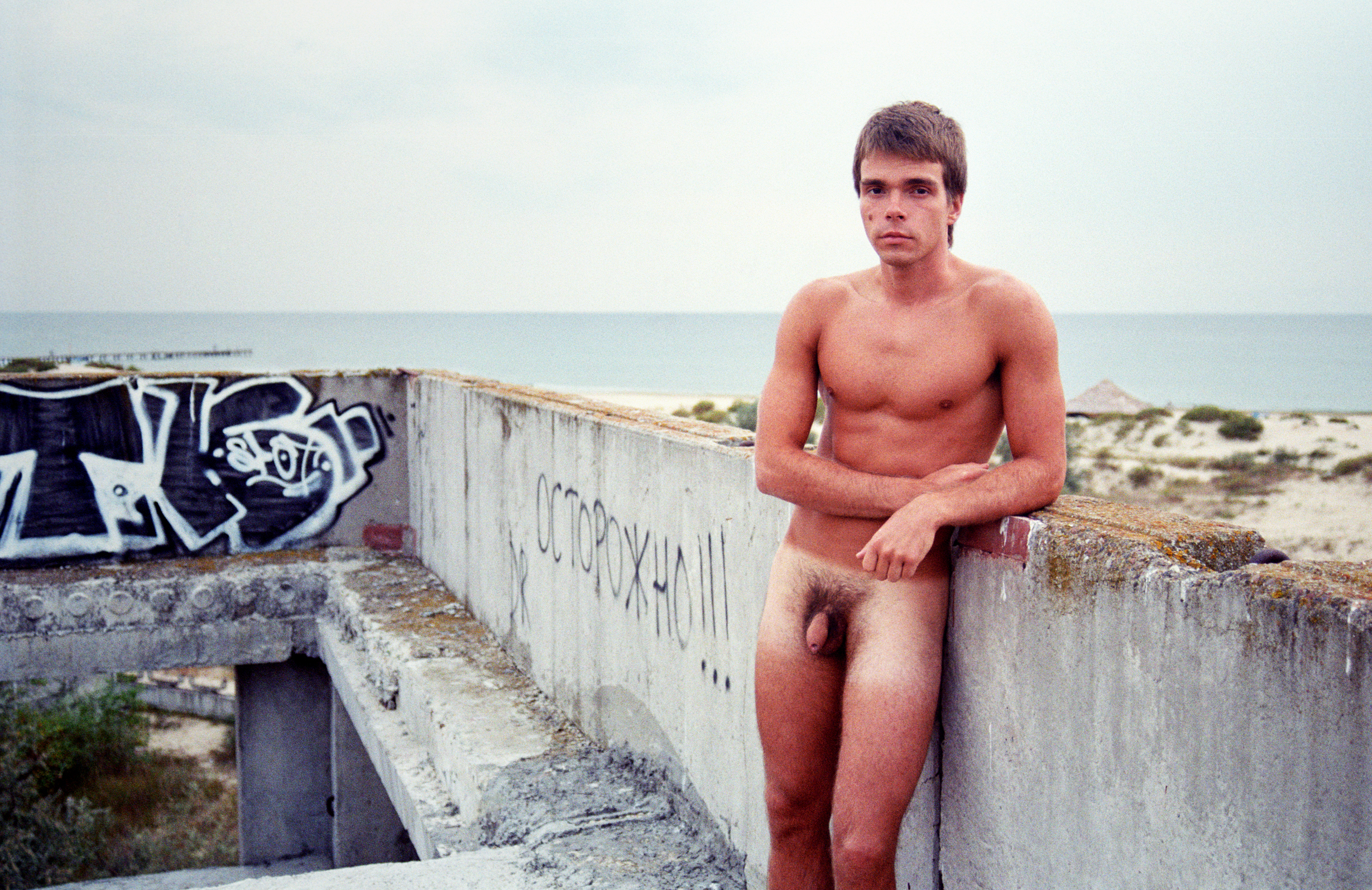
Sasha Kargaltsev拍攝的《裸體男性》（Nude male），在2009年拍攝

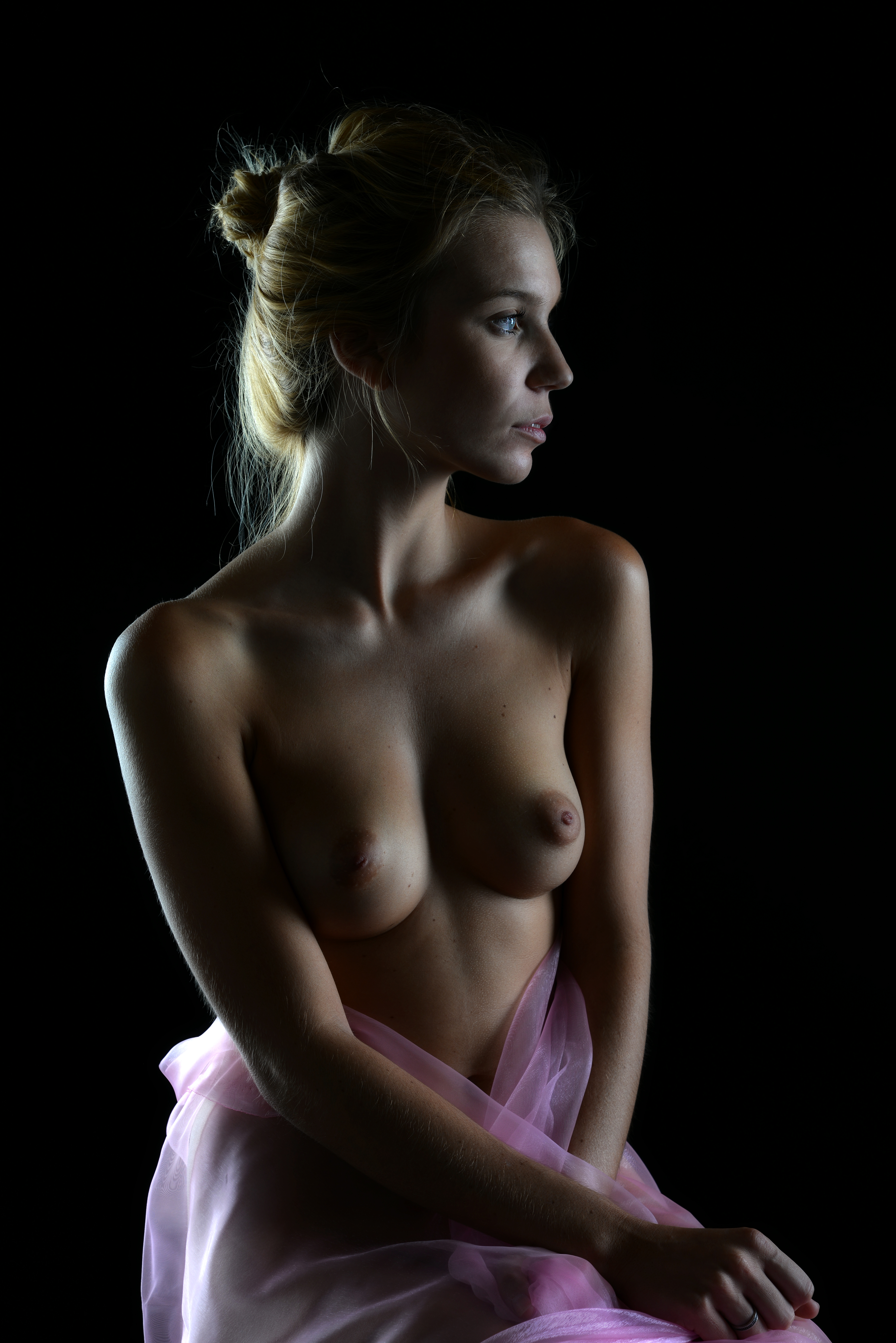
Patrick Subotkiewiez拍攝的《上身裸體坐著的女性》（Topless sitting woman），在2014年拍攝
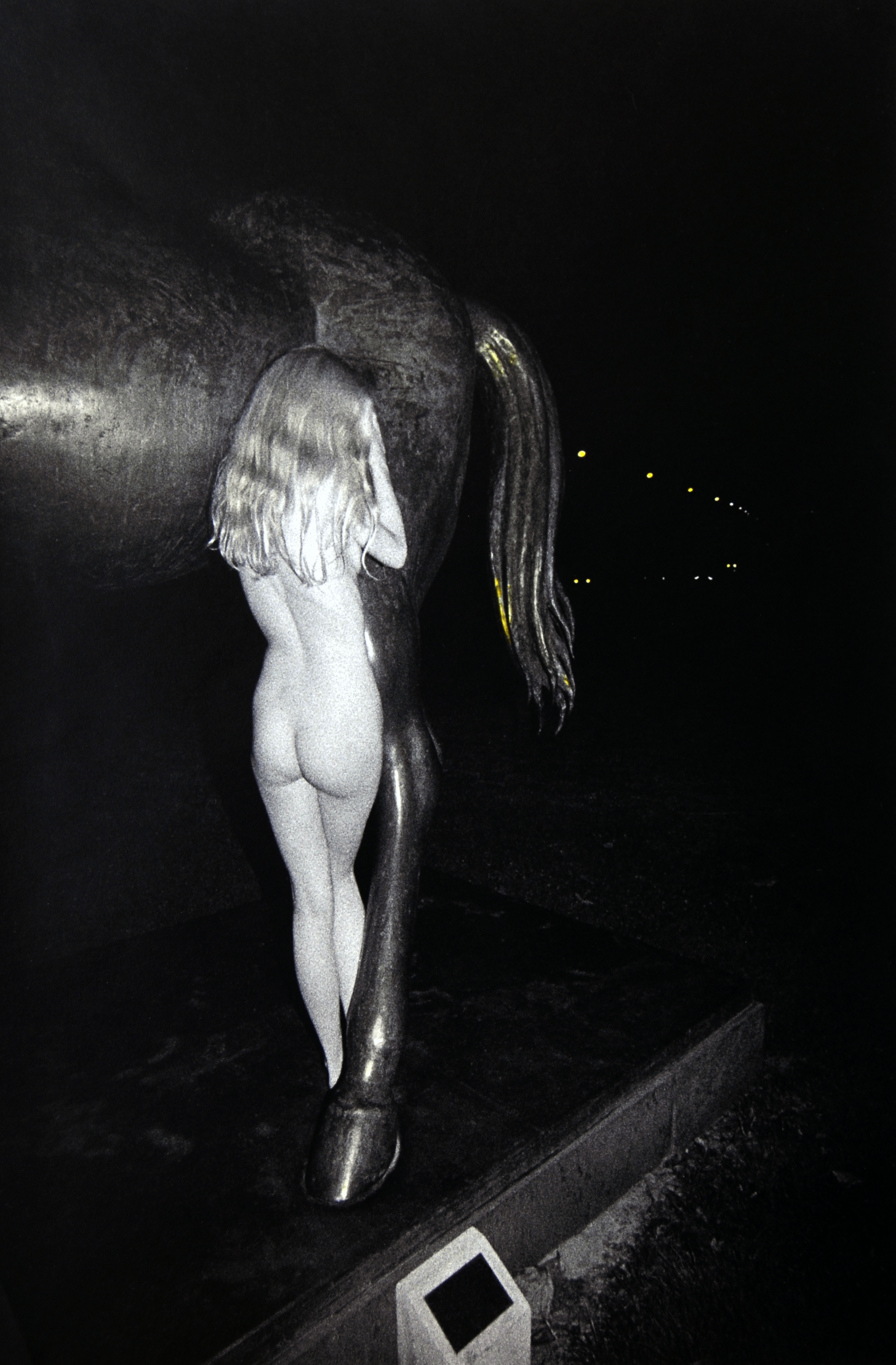
Sergio Valle Duarte拍攝的Equus，在1989年拍攝

## 外部連結
- 维基共享资源上的相關多媒體資源：裸体摄影